# 赫爾辛基—里希邁基鐵路
赫爾辛基－里希邁基鐵路（芬蘭語：Helsinki–Riihimäki-rata）是芬蘭一條連結赫爾辛基中央車站至里希邁基站。此線在1862年啟用，是芬蘭首條鐵路來往赫爾辛基至海門林納的一部分。此線可繼續沿里希邁基－聖彼得堡鐵路東行前往聖彼得堡。